# 제이 라가아이아

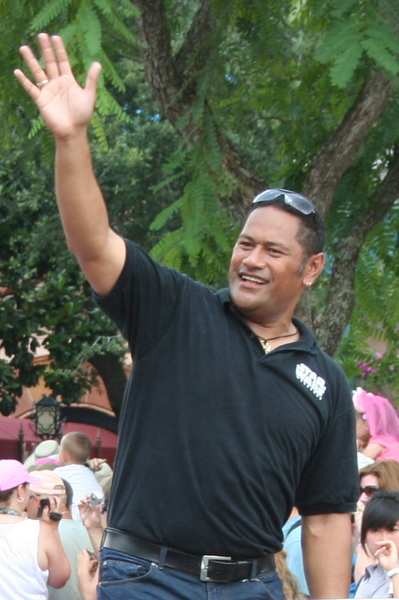

제이 라가아이아(Jay Laga'aia, 1963년 9월 10일 ~ )는 오스트레일리아 및 뉴질랜드의 배우, 영화배우, 가수, 텔레비전 배우이다.
오클랜드의 망게레에서 태어났다.

## 영화
- 더 스파 (2015년)
- 데이브레이커스 (2009년)
- 님스 아일랜드 (2008년)
- 스타워즈 에피소드 3 - 시스의 복수 (2005년) - 캡틴 타이포 역
- 스타워즈 에피소드 2 - 클론의 습격 (2002년)
- 올 세인츠 (1998년)
- 홈 앤 어웨이 (1988년) - 엘리야 존슨 역
- 중세에서 온 사람들 (1988년)